# Fujicolor III
Fujicolor III est un voilier monocoque de course au large mis à l'eau le 10 juillet 1992, conçu par Luc Bouvet et Olivier Petit et construit par  Mag France et Wasquiez dans le moule d'Écureuil d'Aquitaine II, mais en matériaux  plus moderne.
En 1995, sous le nom de Côte d'Or, mené par Jean Maurel et Frédéric Dahirel, il remporte la Transat Jacques-Vabre.

## Historique
Pour sa première compétition, le bateau skippé par Loïck Peyron est engagé dans le Vendée Globe 1992. Peyron rentre au Sables-d'Olonne au bout de 4 jours, problème de structures et de délaminage et abandonne. L'année suivante il termine cinquième de la Transat Jacques-Vabre.
En 1994, il participe à la Route du Rhum sous le nom La Vie Auchan barré par Patrick Tabarly. Il finit quatrième monocoque et neuvième (sur 24) au général. En 1995, Patrick s'associe à son frère Eric pour participer à l'Open UAP (Venise-Malte-Marseille-Calvia-Casablanca-Vigo-Cherbourg-Londres). Ils terminent troisième monocoque.

## Palmarès

### Fujicolor III
- 1992 :
  - Abandon dans le Vendée Globe barré par Loïck Peyron

- 1993 :
  - 3e de la Transat Jacques-Vabre barré par Loïck Peyron[3]

### La vie Auchan
- 1994 :
  - 4e de la Route du Rhum en classe monocoque barré par Patrick Tabarly

### Une Charte Pour La Mer
- 1995 :
  - 3e de l'Open UAP barré par Eric et Patrick Tabarly

### Côte d'Or
- 1er de la Transat Jacques-Vabre 1995 barré par Jean Maurel et Frédéric Dahirel

### Whirlpool Vital Europe 2
- 6e de la Transat anglaise 1996 barré par Catherine Chabaud

### Saupiquet
- 3e de la Transat Jacques-Vabre 1997 barré par Jean Maurel et Frédéric Dahirel

### Maison Cote Ouest-Aigle
- 4e de la Route du Rhum 1998 barré par Jean Maurel

### This Time
- Abandon dans le Vendée Globe 2000-2001 barré par Richard Tolkien
- 11e de la Transat Jacques-Vabre 2001 barré par Richard Tolkien et Robert Wingate

### Dinan Pays d'Entreprises
- 11e de la Route du Rhum 2002 barré par Frédéric Lescot

### Adecco
- 12e de la Transat Jacques-Vabre 2003 barré par Bob Escoffier et Servane Escoffier